# Azerspace-2
Azerspace-2 — азербайджанский спутник связи, построенный компанией Space Systems Loral. Известен также, как Intelsat 38.
Intelsat и Азеркосмос в феврале 2015 года подписали соглашение о размещении спутника на 45° восточной орбитальной позиции. Azerspace-2 является вторым телекоммуникационным спутником Азербайджана. Запланирован расширять услуги в настоящее время доступные Azerspace-1.
Работы по созданию Azerspace-2 осуществляются преимущественно за счет льготного займа кредитно-экспортного агентства Канады Export Development Canada.

## Запуск
Запущен 25 сентября 2018 года на борту ракеты-носителя Ariane5 из Гвианского космического центра в Куру, Французская Гвиана. Старт произошел в 6:38 вечера по восточному поясному времени. Спутник Azerspace-2 отделился от верхней ступени ракеты в 19:21 по восточному поясному времени. Спутник функционировал в тестовом режиме в течение первых двух месяцев, а затем был переведен на рабочую орбиту. 
Azerspace-2 обеспечивает доступ к телевидению прямого доступа (DTH), государственным и сетевым услугам в Европе, Центральной и Южной Азии, на Ближнем Востоке и в странах Африки к югу от Сахары. Спутник также обеспечивает связь в Ku-диапазоне с африканским континентом с 45 градусов восточной долготы. Azerspace-2 разработан для антенн меньшего размера и обеспечит перекрестную связь между Восточной Африкой, Западной Африкой и Центральной Африкой, Европой и Центральной Азией.

## Основные показатели
| Тип спутника          | телекоммуникационный спутник                                                 |
| Текущий статус        | запущен в 2018 году                                                          |
| Орбитальное положение | 45 градусов восточной долготы                                                |
| Охват                 | Европа, Центральная и Юго-Западная Азия, Ближний Восток и Тропическая Африка |
| Производитель         | “Space Systems/Loral”                                                        |
| Платформа             | SSL-1300                                                                     |
| Ракетоносец           | Ariane-5ECA от Arianespace                                                   |
| Дата выхода           | 25 сентября 2018 года                                                        |
| Расположение          | Космический центр Квиана, Драй, Французская Гвиана                           |
| Продолжительность     | не менее 15 лет                                                              |

## Пассажирская нагрузка спутника
| Количество транспондеров | 35 единиц (36, пропускная способность 54,72,76 МГц)                                           |
| Частота приема           | 14000-14750 МГц                                                                               |
| Частота передачи сигнала | 11450-12750 МГц.                                                                              |
| Лучи вещания             | лучи Европы и Азии, лучи Пакистана и Афганистана, лучи Западной Африки, лучи Центральной Азии |
| Поляризация              | линейная                                                                                      |
| Мощность TWTA            | 150 Вт                                                                                        |

## См.также
- Национальное аэрокосмическое агентство Азербайджана
- Список космических запусков в 2018 году
- Азеркосмос